# Чемпионат мира по шоссейным велогонкам 2019 — командная гонка (смешанная эстафета)
Смешанная эстафетная командная гонка на время с раздельным стартом на чемпионате мира по шоссейному велоспорту 2019 года прошла 22 сентября в британском Харрогейте. Она стала дебютной в данном формате в рамках чемпионатов мира. Чемпионами мира стала сборная Нидерландов.

## Участники
Участие в гонке приняло всего 11 команд. Каждая команда состояла из 6 человек: 3-х мужчин и 3-х женщин. 10 команд представляли свои национальные сборные. Ещё одна команда была составлена из представителей шести стран на основе World Cycling Centre (Всемирного центра велоспорта).
| Национальные сборные (10)- Бельгия - Дания - Испания - Франция - Великобритания - Германия - Италия - Нидерланды - Словения - Швейцария Любительская, клубная или региональная команда- World Cycling Centre |
| |

## Маршрут
Старт и финиш располагался в Харрогейте, а сама трасса представляла 14-километровой круг через город Харрогейт в округе Северный Йоркшир, проходившийся два раза. Профиль круговой трассы технический и имел слегка холмистый профиль с тремя подъёмами. Первым располагался Отли Роуд (Otley Road) (протяжённость 1600 метров, средний градиент 3,4%), вершина которого находилась за 11,8 км до финишной черты. Затем шёл относительно прямой спуск и начинался второй подъём Пот Банк (Pot Bank) (протяжённость 600 метров, средний градиент 3,5%) за 7,4 км до финишной черты. Третий подъём Харлоу Мур (Harlow Moor) (протяжённость 1200 метров, средний градиент 5,2%) располагался за 6 км до финиша. Последний километр сначала включал на протяжении 400 метров три резких поворота, после чего начиналась финишная прямая длинной 600 метров шедшая в подъём (на первых 100 метрах градиент в 4%).
Общая протяженность маршрута составила 28 километра.

## Ход гонки
Гонка проходила в формате командной гонке с раздельным стартом в виде эстафеты. Сначала  на 14-километровый круг со стартовой рампы стартовала мужская тройка команды. После преодоления своей дистанции в момент пересечения вторым гонщиком команды финишной линии со стартовой рампы на аналогичный круг отправлялась женская тройка команды. В момент преодоления второй гонщицей финишной линии засекалось итоговое время всей команды.

## Результаты
| \| Генеральная классификация \| Генеральная классификация \| Генеральная классификация \| Генеральная классификация \| Генеральная классификация \| Генеральная классификация \| \| Команда \| Команда \| Время \| Отставание \| Скорость \| \| \| ------------------------- \| ------------------------- \| ------------------------- \| ------------------------- \| ------------------------- \| ------------------------- \| \| 1-й \| Нидерланды \| 38' 27 \| \| \| \| \| 2-й \| Германия \| \| + 23 \| \| \| \| 3-й \| Великобритания \| \| + 51 \| \| \| \| 4-й \| Италия \| \| + 53 \| \| \| \| 5-й \| Франция \| \| + 1' 23 \| \| \| \| 6-й \| Швейцария \| \| + 1' 27 \| \| \| \| 7-й \| Словения \| \| + 1' 58 \| \| \| \| 8-й \| Дания \| \| + 2' 04 \| \| \| \| 9-й \| Бельгия \| \| + 2' 33 \| \| \| \| 10-й \| Испания \| \| + 2' 43 \| \| \| \| 11-й \| World Cycling Centre \| \| + 3' 29 \| \| \| |                      |        |            |          |
| |                      |        |            |          |
| Источник: ProCyclingStats |                      |        |            |          |
| Генеральная классификация |                      |        |            |          |
| Команда | Команда              | Время  | Отставание | Скорость |
| 1-й | Нидерланды           | 38' 27 |            |          |
| 2-й | Германия             |        | + 23       |          |
| 3-й | Великобритания       |        | + 51       |          |
| 4-й | Италия               |        | + 53       |          |
| 5-й | Франция              |        | + 1' 23    |          |
| 6-й | Швейцария            |        | + 1' 27    |          |
| 7-й | Словения             |        | + 1' 58    |          |
| 8-й | Дания                |        | + 2' 04    |          |
| 9-й | Бельгия              |        | + 2' 33    |          |
| 10-й | Испания              |        | + 2' 43    |          |
| 11-й | World Cycling Centre |        | + 3' 29    |          |